# Parafia Wniebowzięcia Najświętszej Maryi Panny w Gościęcinie
Parafia Wniebowzięcia Najświętszej Maryi Panny w Gościęcinie – parafia rzymskokatolicka, znajdująca się w diecezji opolskiej, w dekanacie Gościęcin.